# Бонсё
Бонсё (яп. 梵鐘, бонсё:, «буддийские колокола»), также известные как цуриганэ (яп. 釣り鐘, цуриганэ, «висячие колокола») или оганэ (яп. 大鐘, о: ганэ, «большие колокола») — большие колокола, которые встречаются в буддийских храмах по всей Японии и используются чтобы созывать монахов на молитву и для обозначения временных отрезков. В колоколе нет языка, и по нему бьют снаружи ручным молотком или бревном, подвешенным на веревках.
Бонсё обычно изготавливают из бронзы, используя одноразовые формы для литья. Как правило, они дополнены и украшены различными выступами, рельефными лентами и надписями. Самые ранние из бонсё в Японии датируются примерно 600 г. н. э., но дизайн колокола встречался ранее в Китае и некоторые черты бонсё характерны для древних китайских колоколов. Низкий глубокий звук колоколов распространяется на значительные расстояния, что привело к их использованию в качестве хронометров и сигналов тревоги. Кроме того, считается, что звук колокола обладает сверхъестественными свойствами; считается, например, что его можно услышать в царстве мёртвых. Религиозная значимость бонсё заключается в том, что они играют важную роль в буддийских церемониях, особенно в новогодних праздниках и фестивале Обон. На протяжении всей японской истории эти колокола стали ассоциироваться как с вымышленными историями и легендами, например о колоколе Бэнкэя в Мии-дэра, в Оцу и колоколе из Додзё-дзи., так и историческими, как колокол в Хоко-дзи, в Киото. В наше время бонсё стали символами мира во всем мире.

## Происхождение
Бонсё ведёт своё происхождение от бяньчжуна (яп. 編鐘 хэнсё), древнего китайского придворного инструмента, состоящего из ряда настроенных колоколов. Один дополнительный колокол побольше, который в конечном итоге превратился в бонсё, использовался в для настройки инструмента и призывал слушателей обратить внимание на звучание бяньчжуна. Согласно легенде, самые ранние бонсё могли прибыть из Китая в Японию через Корейский полуостров. В «Нихон Сёки» говорится, что Отомо-но Сатэхико в 562 году привез в Японию три бронзовых колокола в качестве военной добычи из Когурё.

## Строение колокола
Бонсё отливают в виде единой детали с использованием двух заготовок: сердечника и оболочки, в процессе, который практически не изменился со времен периода Нара (710—794). Внутренность формируется с помощью купола из сложенных кирпичей из затвердевшего песка, а оболочка обработана точильный доской. Точильная доска — большая плоская деревянная доска, имеющая форму поперечного сечения колокола, которая вращается вокруг вертикальной оси для придания формы глине, используемой для заготовки. Затем надписи и украшения вырезаются или вдавливаются в глину. Оболочка надевается на сердечник, образуя узкий зазор, в который заливается расплавленная бронза при температуре выше 1050 °C. Соотношение меди к олову обычно составляет около 17:3; точная смесь (как и скорость процесса охлаждения) может изменить звук конечного продукта. После того, как металл остынет и затвердеет, форму разбивают, поэтому для каждого колокола необходимо создавать новую форму. Очень часто процесс заканчивается неудачно, только примерно в 50 % случаев процесс литья проходит с первой попытки, без трещин и дефектов.
Процесс литья традиционно сопровождается скандированием буддийских сутр, которое может длиться часами. Веточки священного тутового дерева и другие ритуальные подношения добавляются в расплавленную бронзу во время отливания колокола.
Части храмового колокола:
- Рюдзу (яп. 竜頭, рю:дзу) — ручка в форме дракона наверху колокола, за которую его переносят или подвешивают.
- Касагата (яп. 笠形, касагата), куполообразная корона колокола.
- Ти или ню (яп. 乳, ти или ню:), выступы вокруг верхней части колокола, улучшающие его резонанс.
- Кома но цумэ (яп. 駒の爪, кома но цумэ) — нижний край.
- Цуки-дза (яп. 撞座, цукидза), ударная панель, усиленное место, по которому бьют в колокол. В качестве украшения часто используется буддийский мотив лотоса.
- Тацуки (яп. 竜貴, тацуки), декоративные горизонтальные полосы.
- Мэй-бун (яп. 銘文, мэйбун), надпись (часто дающая историю колокола).
- Сю-моку (яп. 手木, сюмоку), подвесное бревно, используемое для ударов по цуки-дза.

Некоторые колокола сохраняют линейные отпечатки, возникающие в результате стыков в используемой форме; они не удаляются во время чистки, но считаются одним из аспектов общей красоты колокола. Внешний вид и звук колокола должны соответствовать принципу ваби-саби.

## Звук
В японские храмовые колокола бьют снаружи молотом или подвешенным бревном, без использования языка колокола. Звук колокола состоит из трех частей. Во-первых, атари, воздействие удара. Качественно сделанный колокол должен издавать чистый, ясный звук. Первоначальный звук удара немедленно сопровождается продолжительным оси, эхом, которое звучит после удара в колокол. Для него характерен более высокий тон и низкий гул, богатый гармониками; длится эхо до десяти секунд. Наконец, наступает окури или распад, резонанс, который слышится при затухании вибрации колокола, который может длиться до минуты. Во всем звоне колокола также слышны непрерывные гармонические обертоны. Эти множественные тона создают сложный профиль высоты тона.
Низкий тон и глубокий резонанс звонка позволяют звуку разноситься на большие расстояния; большой бонсё можно услышать на расстоянии до 32 километров (20 миль) в ясный день. Высота колокола тщательно оценивается его создателями, и разница в один герц в основной частоте может потребовать, чтобы колокол был переделан с нуля.

## Функции и культурное значение
Бонсё расположены в буддийских храмах, обычно в специально отведенном здании или башне, называемых сёро (яп. 鐘楼, сё: ро:). Они используются для обозначения течения времени и для вызова монахов на литургические службы. В буддизме считается, что звук колокола успокаивает и создает подходящую атмосферу для медитации. Из-за своей формы (с наклонными плечами и плоским основанием) колокола считаются изображениями сидящего Будды и пользуются таким же уважением; ударяющие в колокол сначала делают ему три поклона, как и перед статуей Будды.
Звонкий звук колокола также использовался для предупреждения о надвигающихся тайфунах и в качестве сигнала тревоги. Поскольку звон храмового колокола можно было услышать на значительном расстоянии, он также иногда использовался для других целей; есть записи о том, что храмовые колокола использовались для коммуникации военными ещё со времен войны Гэмпэй (1180—1185 гг. н. э.). Впоследствии для использования на поле боя отливались колокола поменьше, так как большие храмовые колокола были слишком тяжелыми и громоздкими для транспортировки. Эти более мелкие бонсё использовались в основном для предупреждения об атаках противника; команды подавались с помощью барабанов и раковин.
Во время новогодних праздников люди выстраиваются в очередь, чтобы 108 раз ударить храмовые колокола на церемонии, известной как Дзёя-но-канэ очистить людей от 108 земных искушений. Во время фестиваля Обон используют особый вид бонсё, называемый окубо-оганэ (яп. 大久保大鐘, о: кубо-о: ганэ, «большой полый колокол»). Этот колокол висит над колодцем, и считается, что звук колокола проникает вниз в подземный мир, чтобы вызвать духов мертвых. В конце праздника звонят в ещё один бонсё, называемый окуриканэ (яп. 送り鐘, «отправляющий назад колокол»), чтобы отправить духов обратно и обозначить конец лета.
Во время Второй мировой войны спрос на металл для военных нужд привел к переплавке многих колоколов на металлолом. Из-за этого уцелевшие бонсё обычно считаются важными историческими артефактами. Всего было переплавлено более 70 000 колоколов (примерно 90 процентов существовавших в то время бонсё). Но быстрое производство колоколов в послевоенный период привело к тому, что к 1995 году количество храмовых колоколов в Японии вернулось к довоенному уровню.
Во второй половине 20-го века в Японии была создана Всемирная ассоциация «Колокол мира» с целью финансирования и отливки храмовых колоколов, которые размещались бы как символы мира во всём мире. Бонсё также использовались как памятники после таких событий, как землетрясение 2011 года.
Бонсё иногда используются в качестве музыкальных инструментов в современных композициях. Записанный звук храмовых колоколов был использован в «Олимпийской кампанологии» Маюдзуми Тосиро, которая звучала на открытии Олимпийских игр 1964 года в Токио. Храмовый колокол также использовался Джейкобом Дракманом (англ. Jacob Druckman) в композиции «Ламия», в который в него звонят, пока он находится над литаврами. Современные композиторы в качестве ударных инструментов иногда используют храмовые колокола как замену гонгу.

## Известные бонсё
Самый старый из известных бонсё (и самый старый колокол в мире, который до сих пор используется) — это колокол Окикитё в Мёсин-дзи, отлитый в 698 году. Самый большой — колокол в Тион-ин, введенный в эксплуатацию в 1633 году, весит 74 тонны. Для его работы требуется команда из двадцати пяти человек.
В XVII веке бонсё также был символом руководства храма; владение колоколом указывало на право собственности на связанный храм. В результате колокола часто крали. Так, герой легенд и сказаний Бэнкэй, как говорят, вытащил трехтонный колокол храма Мии-дэра на гору Хиэй во время такой кражи. В легенде говорится, что глубокие царапины на этом колоколе, который до сих пор хранится в Мии-дера, остались после того, как Бэнкэй пнул его, обнаружив, что тот не издает звон, тем самым отправив колокол обратно в монастырь. Колокол Бэнкэя также связан с историей Тавары Тода, который изначально подарил его Мии-дэра. Он получил его в подарок от божества-дракона Рюдзина после того, как спас его от гигантской многоножки.
После того, как Хоко-дзи сгорел в начале XVII века, Тоётоми Хидэёри спонсировал его реконструкцию в 1610 году и заказал большой колокол. Надпись на колоколе вызвала гнев Токугавы Иэясу, который стал сёгуном после того, как вырвал власть у клана Тоётоми, когда умер Тоётоми Хидэёси. В надписи «Кокка анко» (яп. 国家 安康, «Мир и спокойствие для нации») символы имени сёгуна («家康» читается как «Иэясу») были разделены иероглифом «мир» (安). Токугава предположил, что Тоётоми имел в виду, что мир потребует «расчленения» Токугава. Он использовал последующий спор как предлог для ведения войны с кланом Тоётоми, что привело к осаде Осаки и, в конечном итоге, к уничтожению Тоётоми.
Бронзовый бонсё был среди подарков, подаренных коммодору Мэтью Перри по его прибытии в Японию. Отлитый колокольных дел мастерами из семьи Сува провинции Хиго, он сейчас хранится в коллекции Смитсоновского института.
Пьеса театра но Додзёдзи — одна из немногих пьес но, в которой есть реквизит самых разных размеров. Она основана на легенде о колоколе из Додзё-дзи. В этой истории женщина по имени Киёхимэ, будучи отвергнутой буддийским монахом по имени Антин, заманивает своего возлюбленного в ловушку в храмовом колоколе, а затем убивает его, превратившись в змею. Позже пьеса была адаптирована для кабуки под названием «Девушка в Додзё-дзи».
Колокол из Содзи-дзи (англ. Sōji-ji) в Токио был снят в 1943 году, чтобы переплавить его в военных целях. Команда американского крейсера «Пасадина» нашла колокол на свалке и увезла с собой в США в качестве военного трофея, после пожертвовав городу Пасадина. Городской совет Пасадены вернул колокол в Токио в 1955 году. Похожая история произошла с колоколом храма Мампуку-дзи. После войны колокол был доставлен в США на крейсере «Бостон». Однако в данном случае власти города Сэндай позволили оставить колокол в Бостоне в качестве символа дружбы между двумя городами. Бостонский колокол — единственный бонсё, захваченный во время Второй мировой войны и оставшийся как трофей в Соединённых Штатах.
Японский Колокол мира в штаб-квартире Организации Объединённых Наций в Нью-Йорке был подарен Японией в 1954 году как символ мира во всем мире. Он был отлит из металла, полученного с помощью переплавки монет и медалей, предоставленных людьми со всего мира. Подобные колокола, олицетворяющие приверженность делу мира во всем мире, можно обнаружить во многих городах, в том числе в Мемориальном парке мира в Хиросиме. В 1995 году в центре города Ок-Ридж в штате Теннесси был установлен четырёхтонный колокол мира в рамках празднования пятидесятой годовщины основания города, а также для укрепления связей с Японией. Колокол является копией одного из колоколов Хиросимы. Колокол дружбы в Ок-Ридже украшен датами, относящимися к связи города с Японией (уран, использованный в атомной бомбе, сброшенной на Хиросиму, был произведен в Ок-Ридже). В 1998 году местный житель подал в суд на город из-за колокола, утверждая, что памятник является буддийским символом и нарушает местные законы и Конституцию США. Дело было решено в пользу муниципальных властей.